# 帕科·索莱尔
帕科·索莱尔（西班牙語：Paco Soler，1970年3月5日—），西班牙男子足球运动员，司职中场。他曾代表西班牙国奥队参加1992年夏季奥林匹克运动会足球比赛，获得一枚金牌。